# Achyropsis robynsii
Achyropsis robynsii är en amarantväxtart som beskrevs av Schinz. Achyropsis robynsii ingår i släktet Achyropsis och familjen amarantväxter. Inga underarter finns listade i Catalogue of Life.